# (4934) Rhôneranger
(4934) Rhoneranger, désignation internationale (4934) Rhôneranger, est un astéroïde de la ceinture principale.

## Description
(4934) Rhoneranger est un astéroïde de la ceinture principale. Il fut découvert le 15 mai 1985 à la station Anderson Mesa par Edward L. G. Bowell. Il présente une orbite caractérisée par un demi-grand axe de 3,00 UA, une excentricité de 0,11 et une inclinaison de 11,0° par rapport à l'écliptique.

## Compléments